# El Comercio (Perú)
El Comercio es un diario peruano con una tirada promedio de cien mil ejemplares diarios. Se fundó en 1839 en Lima, lo cual lo convierte en el más antiguo del país. También es uno de los diarios más antiguos de lengua española y uno de los periódicos de referencia en la política peruana, referido incluso por el entonces presidente Alan García.
Es miembro del Grupo de Diarios de América (gda) y el Consejo de la Prensa Peruana.

## Historia

### Inicios

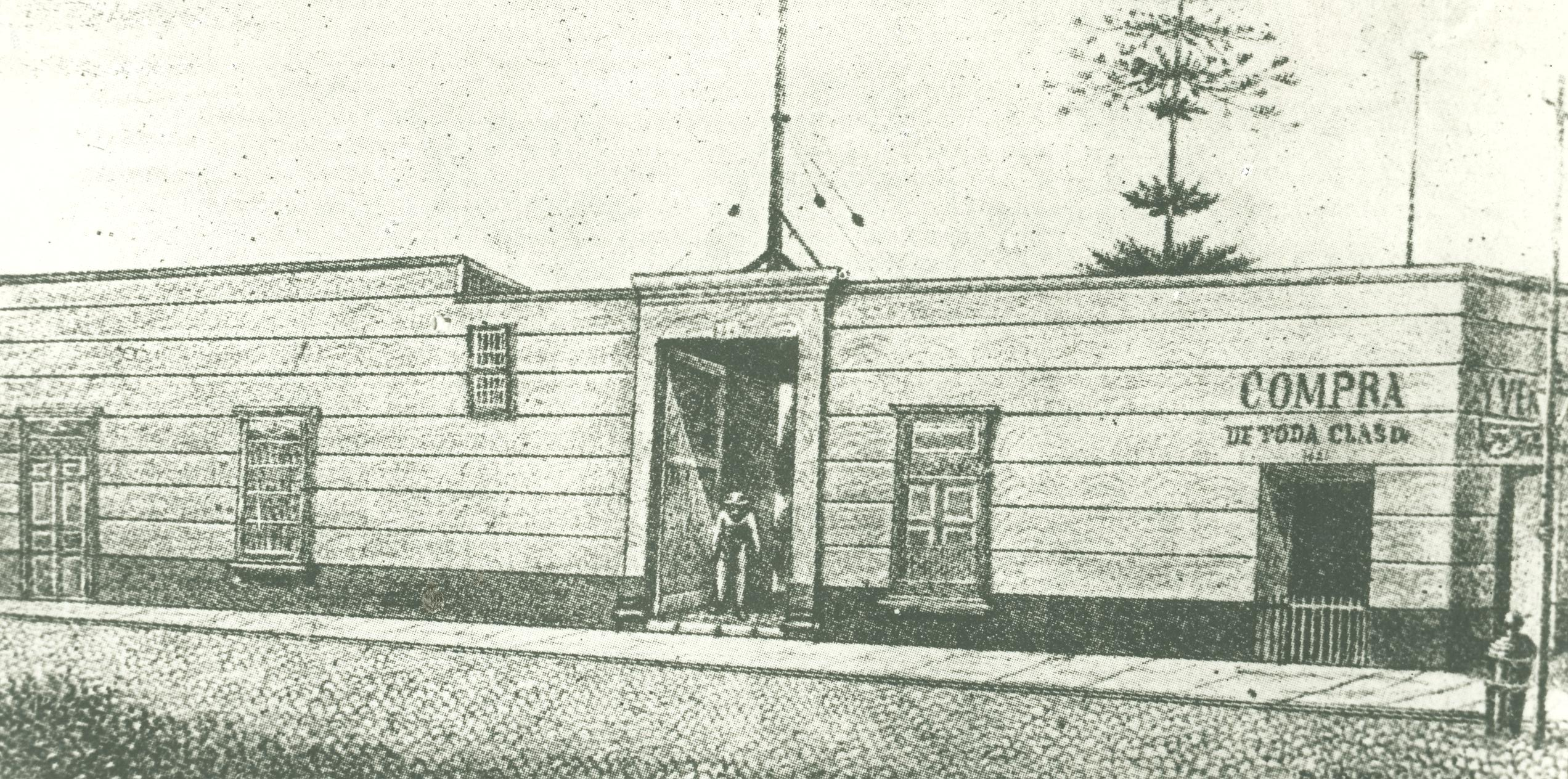
Tercer local de la antigua imprenta del diario El Comercio (1863).

El Comercio comenzó siendo un diario comercial, político y literario. Su primera publicación fue el sábado 4 de mayo de 1839 por José Manuel Amunátegui y Muñoz (Chile, 3 de junio de 1802-† Lima, Perú 21 de octubre de 1886) y Alejandro Villota (Buenos Aires, Argentina 1803-† París, Francia 20 de febrero de 1861). Originalmente era un periódico vespertino de una hoja impresa por ambos lados en formato tabloide. El precio de la primera edición fue de un real de plata. Su lema era «Orden, libertad, saber». En total fueron diez las personas que prepararon el primer número. La impresión se hizo en una prensa plana «Scott» de manubrio, accionada por un malacate movido por una mula.
La primera sede de El Comercio fue la Casa de la Pila, ubicada en la calle del Arzobispo n.º 147, (actual cuadra 2 del jr. Junín) veinticuatro días después se trasladó a la calle de San Pedro n.º 63 (actual cuadra 3 del jr. Ucayali), ambas en el Cercado de Lima.
El 9 de agosto de 1839, se publicó el diario con cuatro páginas. También en ese mes se lanzó su edición matutina, y quedó la edición vespertina como la edición de la tarde. Que se mantendría poco más de ciento veinte años.
A fines de 1841, El Comercio se traslada a una finca situada en la esquina formada por las calles de San Antonio y La Rifa. Setenta y ocho años después, esta antigua casona fue demolida para dar paso al nuevo local de la esquina de los actuales jr. Lampa y jr. Santa Rosa en el centro histórico de Lima.
En 1855, adquirió su primera prensa de reacción «Marinoni», que era accionada por vapor y tiraba poco más de mil ejemplares por hora. 
El 1 de enero de 1867, José Antonio Miró Quesada (Ciudad de Panamá, 15 de enero de 1845-† Lima, 30 de octubre de 1930) ingresó a trabajar en El Comercio como corresponsal en el Callao a los veintidós años de edad.
Manuel Amunátegui en 1875 cedió el control del periódico a Luis Carranza Ayarza y José Antonio Miró Quesada, quienes formaron la sociedad Carranza, Miró Quesada y Compañía. Establecieron en el acto de constitución que, tras el fallecimiento del primero de ellos, el socio sobreviviente podía comprar las acciones de la compañía. Sin que la familia del fallecido tuviera otro derecho que recibir la contraprestación económica respectiva.
Entre el 16 de enero de 1880 y el 23 de octubre de 1884, El Comercio dejó de publicarse como consecuencia de la clausura ordenada por Nicolás de Piérola y la posterior ocupación de Lima durante la Guerra del Pacífico.
Tras el fallecimiento de Carranza en 1898, Miró Quesada adquirió las acciones y desde entonces la familia Miró Quesada tiene el control del diario.

### El Comercioen elsigloXX

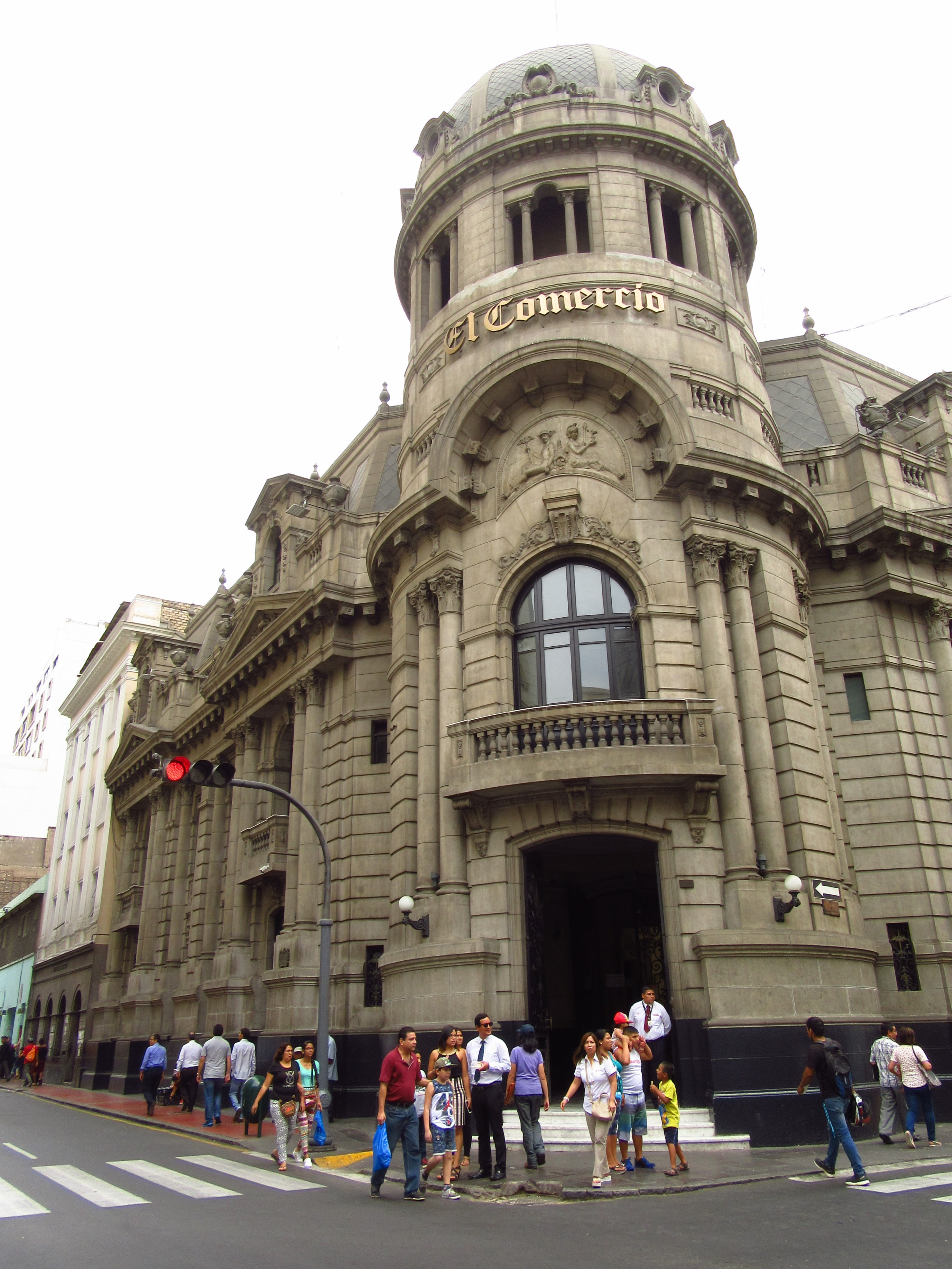
Sede tradicional de El Comercio en Lima.

A inicios del siglo XX, El Comercio se convertiría en el diario más influyente del país, cuya familia Miró Quesada fue la más poderosa de ese entonces.
El 19 de enero de 1902, inauguró su primera rotativa eléctrica «Marinoni» y su nuevo taller de estereotipia, sobre la base de la utilización de caracteres tipográficos movibles que, en octubre de 1904, fue complementado con la entrada en funcionamiento de los primeros linotipos que se utilizaron en Perú, siendo El Comercio el tercer diario de Sudamérica en implementarlo.
El 21 de enero de 1917, se puso en funcionamiento una moderna rotativa «Goss», con la cual se podían imprimir ejemplares de treinta y dos páginas y se ampliaron los talleres de la imprenta. Para 1922, alcanzó las 40 mil ediciones. El 4 de mayo de 1924, se inaugura el tradicional edificio de El Comercio en la misma ubicación de la esquina del jr. Lampa y jr. Miró Quesada (hoy Santa Rosa) en el centro histórico de Lima. 
El 3 de julio de 1928, José Antonio Miró Quesada por escritura pública, estableció una sociedad anónima con sus hijos denominada Empresa Editora El Comercio S. A. Así asumiría luego la dirección del diario, su hijo Antonio Miró Quesada de la Guerra quien, junto a su esposa, fue asesinado por un fanático aprista el 15 de mayo de 1935 cuando iban a pie a almorzar al Club Nacional. Después lo sucedieron en la dirección de El Comercio varios miembros de la familia Miró Quesada.

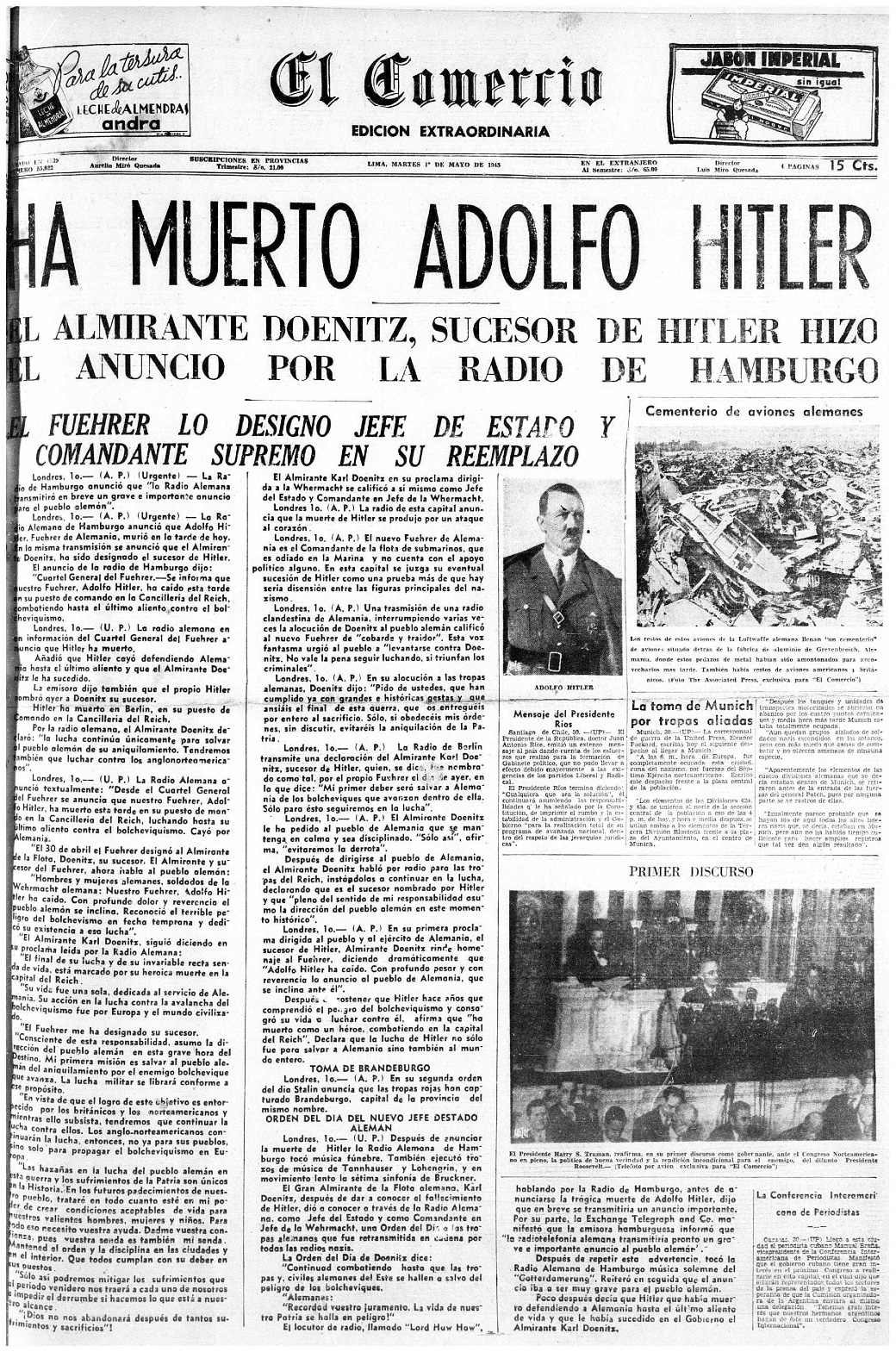
Tapa de El Comercio anunciando la muerte de Adolf Hitler el 1 de mayo de 1945.

En la década de 1950, con la competencia de otros periódicos y nuevos medios como la radiodifusión, El Comercio decidió adaptarse a los cambios. Así, el 3 de marzo de 1951 fue el primer diario peruano en poner en práctica el uso del sistema de radiofoto y poco después, el 5 de agosto de 1952, puso en funcionamiento un moderno teletipo «Westrex Divatel» que captaba 3,600 palabras por hora lo que permitió al diario informar con carácter de primicia los hechos de la actualidad mundial a pocas horas de ocurrido con su correspondiente fotografía. El 29 de marzo de 1953, El Comercio se convirtió en el primer diario peruano en publicar una sección cultural como un suplemento dominical especializado. Anteriormente, las páginas culturales se publicaban los sábados. El 2 de mayo de 1959, se publicó la última portada del diario con avisos. El 4 de mayo del mismo año (fecha de aniversario), se publicó la primera edición matutina con una portada totalmente noticiosa y con un diseño renovado que se mantendría por veinticuatro años.
A pesar de ello, la empresa editora entró en conflicto con sus trabajadores; entre acusaciones de complicadas condiciones laborales, algunos fueron despedidos.
En 1962, se lanza El Comercio Gráfico para reemplazar a la edición vespertina de El Comercio.
En julio de 1966, se inaugura la rotativa «Hoe Colormatic», que lanza hasta setenta mil ejemplares por hora y que le permite al diario publicar fotografías en color.
En 1971, se cancela El Comercio Gráfico y es reemplazado por el diario deportivo Afición, que tuvo pocos años de existencia.
El Gobierno de Juan Velasco Alvarado expropió los diarios el 28 de julio de 1974 (Decreto-ley N.º 20 681). Entonces, El Comercio fue entregado teóricamente a servir a las comunidades campesinas, pero en la práctica se convirtió en vocero del régimen militar. Se nombró como director a Héctor Cornejo Chávez, presidente del Partido Demócrata Cristiano y partidario de Velasco. Cabe resaltar que esta expropiación fue firmada por uno de los miembros de la familia: Fernando Miró-Quesada Bahamonde, que en ese momento era Ministro de Salud. Los medios de comunicación peruanos fueron devueltos a sus legítimos propietarios por el presidente Fernando Belaúnde Terry el 28 de julio de 1980. La dirección de El Comercio fue asumida por Alejandro Miró-Quesada Garland y Aurelio Miró-Quesada Sosa.
A inicios de 1982, El Comercio inició el cambio progresivo de los antiguos sistemas de edición en linotipos y comenzó a ser diseñado mediante computadoras, transición finalizada exitosamente el 23 de noviembre de 1983 con la adopción de un sistema de fotocomposición electrónica. El 28 de junio de 1984, inauguró una gran planta de impresión en el distrito de Pueblo Libre sobre un área de dieciocho mil metros cuadrados con una nueva rotativa offset «M.A.N. Roland Lithomatic II» con capacidad para imprimir el diario totalmente en color.
También en 1984, se creó la sección «Página Escolar», donde se empezaron a publicar artículos periodísticos de cientos de escolares de todo el Perú. Aunque ya no en la versión impresa, el programa Corresponsales Escolares continúa con la enseñanza y capacitación en temas de formación periodística de jóvenes escolares.
A mediados de la década de 1990, se implementa un nuevo sistema de edición computarizada y preprensa digital, en que experimentó con Infobanco, su servicio de información por suscripción. En 1996 se acuerda comprar el 15 % de Telefónica del Perú. El 15 de enero de 1997, El Comercio lanza su portal en internet. Asimismo en ese año, la planta de impresión fue modernizada con la adquisición de una nueva rotativa "Goss Newsliner” que se sumó a la anterior. Todo lo cual le permitió a El Comercio tener, desde el 19 de enero de 1999, un vanguardista diseño en un tamaño ligeramente más pequeño aunque todavía manteniéndose en el tradicional gran formato que utilizaba desde mediados del siglo XIX.
En 1998, el diario establece su manual de redacción y estilo. Entre noviembre de 1999 y febrero del 2000, la empresa sufre una reestructuración para ahorrar costes de hasta un millón de dólares anuales.

### SigloXXI
A fines de 2007, con el lanzamiento de la edición regional del norte, El Comercio comenzó a editar ediciones locales en las principales ciudades del norte del Perú. Posteriormente también lanzó la edición local de Arequipa en el sur del país. Sin embargo, su principal lectoría se concentra en Lima.
En 2008 se anunció una reestructuración de los directores de las secciones Lima y regiones, tras notarse una reducción de audiencia en los niveles económicos A, B y C.
En 2013, El Comercio, tras la compra del 54 % de las acciones del consorcio Epensa, se hace acreedor del 77,86 % del mercado de venta de diarios en el Perú. Pertenecen a su grupo editorial los diarios Trome, Perú 21, Depor, Gestión, Ojo y Correo, y las revistas Somos, G de Gestión, y la versión peruana de Hola. También El Comercio tiene, a través del Grupo Plural TV, una participación del 70 % de la cadena de televisión América Televisión de señal abierta desde 2003 y la emisora de televisión paga Canal N (Movistar TV), creado en 1998. También es propietario de los portales web Perú.com, hype, laprensa.pe y Mag. 
El 14 de marzo de 2016, se renueva el diseño gráfico donde el tradicional formato de gran tamaño solo se utiliza en la edición de los sábados y domingos, y de lunes a viernes el periódico comienza a imprimirse en formato berlinés debido a un alza del costo de la hoja de periódico.
El 10 de enero de 2020, las áreas de dirección, redacción y edición de El Comercio se trasladaron al exedificio de Epensa en la urbanización Santa Catalina del distrito de La Victoria. Previamente ya se habían trasladado allí las áreas de publicidad y administración, quedando solo el archivo y la hemeroteca en la histórica sede del centro de Lima.
El 25 de julio de 2020, El Comercio dejó de publicarse definitivamente en formato grande y pasó a imprimirse en formato berlinés todos los días. Este cambio fue producto de la cuarentena por la pandemia del COVID-19 entre marzo y junio de ese año, lo cual ocasionó un abrupto descenso masivo en el consumo de prensa escrita. En 2024, la empresa propuso vender el predio de Santa Catalina para enfocarse en el apartado digital.
En julio de 2025, El Comercio anunció su propio canal de streaming, que irá incorporando nuevos programas digitales a su parrilla diaria. Este canal competiría con el canal LR+ del diario La República.

## Administración
El Comercio continúa siendo controlado por la familia Miró Quesada y en la actualidad su gerente general es Juan Carlos Rubio Limón en reemplazo de Mariano Nejamkis, quien venía ejerciendo el cargo desde septiembre de 2020.

### Directorio
El directorio del Grupo El Comercio, al 2022, está conformado por:
- Gabriel Miró Quesada Bojanovich, presidente
- Harold Gardener Ganoza, vicepresidente
- Álvaro Roca Rey Miró Quesada*, director
- Emilio Rodríguez-Larraín Miró Quesada, director
- Pablo Llona García-Miró, director
- Fátima de Romaña Miró Quesada, directora
- Luis Alonso Miró Quesada Villarán, director
- Jaime de Orbegoso Rapuzzi, director
- Manuel Antonio García-Miró Bentín, director
- Rafael Llosa Barrios, director externo independiente
- Oliver A. Flögel, director externo independiente

(*) Reemplazó a Bernardo Roca Rey Miró Quesada tras su fallecimiento en marzo del 2022

### Accionistas
La Empresa Editora El Comercio S. A. desde el siglo XX, es controlada por los descendientes de los 5 hijos de José Antonio Miró Quesada. Al 2018, con más de 130 accionistas, las principales ramas de la familia Miró-Quesada que conforman su junta son:
- Familia Miró-Quesada Valega (11 %)
- Familia García-Miró Miró-Quesada (11 %)
- Familia Graña Miró-Quesada (10 %)
- Familia Miró-Quesada Cisneros (10 %)
- Familia Roca Rey Miró-Quesada (7 %)
- Familia Miró-Quesada de la Fuente (7 %)
- Familia Miró-Quesada Cantuarias (6 %)

### Directores
- 1839-1875 Manuel Amunátegui y Muñoz
- 1839-1861 Alejandro Villota
- 1875-1898 Luis Carranza Ayarza
- 1875-1905 José Antonio Miró Quesada
- 1905-1935 Antonio Miró Quesada de la Guerra
- 1935-1950 Aurelio Miró Quesada de la Guerra[30]
- 1935-1974 Luis Miró Quesada de la Guerra
- 1974-1975 Héctor Cornejo Chávez[n 1]
- 1975 Álex Noriega Montero[n 1]
- 1975 Hélan Jaworski Cárdenas[n 1]
- 1976-1978 Alfonso Tealdo Simi[n 1]
- 1978-1980 Juan José Vega[n 1]
- 1980 Héctor López Martínez[n 1]
- 1980-1981 Óscar Miró Quesada de la Guerra
- 1980-1998 Aurelio Miró Quesada Sosa
- 1980-2011 Alejandro Miró Quesada Garland
- 1999-2008 Alejandro Miró Quesada Cisneros
- 2008-2013 Francisco Miró Quesada Rada
- 2008-2019 Francisco Miró Quesada Cantuarias
- 2013-2014 Fritz Du Bois Freund
- 2014 Mario Cortijo Escudero y Juan Paredes Castro[n 2]
- 2014-2018 Fernando Berckemeyer Olaechea
- 2018-2020 Juan José Garrido Koechlin
- 2020-actualidad Juan Aurelio Arévalo Miró Quesada

## Postura editorial
El Comercio, en el momento de su fundación, se definía a sí mismo como un «diario comercial, político y literario» y se centraba principalmente en el ámbito comercial, destacando en la emisión de comunicados. Sin embargo, no fue hasta la década de 1850 que el periódico adoptó posturas políticas de forma más explícita. Desde ese entonces, se añadieron los temas políticos a su contenido, con matices en otros temas que el diario también abordó en campañas sociales.
El Comercio se caracteriza por tener una postura de derecha, predominantemente de tendencia conservadora. No se encuentra afiliado con alguna organización política o empresarial en específico; aunque defiende los intereses políticos de la familia Miró Quesada, como por ejemplo el apoyo que brinda al sector de exportación, compuesto por empresas cuyos dueños provienen de adineradas familias latifundistas. En la década de 1990, durante el fujimorato, adoptó una línea política neoliberal, y entre 2008 y 2009 respaldó el modelo extractivista que impulsaba Alan García en su segundo gobierno, también de carácter neoliberal.
El diario permite a los integrantes de la familia Miró Quesada publicar sus propias columnas. Uno de sus columnistas y también director, Juan Aurelio Arévalo Miró-Quesada, afirmó que el diario no recibe financiación de la USAID ni de «ninguna iniciativa que pueda comprometer nuestra línea editorial». Posteriormente, el periodista Gustavo Gorriti denunció que el diario también había apoyado otras opiniones con el fin de abrir investigaciones hostiles contra él y otras figuras políticas.

### Presiones políticas e ideológicas
Durante la guerra del Pacífico, El Comercio se opuso al contrato Dreyfus. Debido a presiones ideológicas, fue clausurado el 16 de enero de 1880. Casi cinco años después, el 23 de octubre de 1884, volvió a circular.
El diario fue también confiscado durante el gobierno militar de facto del general Juan Velasco Alvarado, en 1974. A pesar de tener un rol importante para influir en la población, fue autocensurado en un principio para evitar su cierre. Fue devuelto a sus propietarios por el presidente Fernando Belaúnde Terry en 1980.
Durante la contienda electoral del año 2000, El Comercio mantuvo una postural neutral al publicar noticias, desde 1998 su línea editorial se volvió contra Fujimori y su campaña de reelección para un tercer mandato. Tras la caída de este último, el diario ha recibido fuertes críticas por mostrar una parcialidad hacia ciertos candidatos en las elecciones presidenciales. Algunos ejemplos son Keiko Fujimori en 2011 (que coincide con la salida de Mario Vargas Llosa de su columna de opinión), y en 2022 (al competir con Pedro Castillo). No obstante, para la contienda electoral de 2016, El Comercio se enfocó más en retratar varios aspectos negativos de Keiko, mientras que su principal oponente Pedro Pablo Kuczynski fue retratado de forma más positiva.
A mediados del segundo gobierno de Alan García, se produjo uno de los cambios de dirección, que pasó de Alejandro Miró Quesada Cisneros a Francisco Miró Quesada Rada. El portal IDL-Reporteros señaló una reestructuración del diario. La revista Caretas afirmaba que el diario había cambiado de línea editorial y que el analista político José Alejandro Godoy describió que el decano ha «asumido banderas bastante conservadoras en varios temas, entre ellas, las vinculadas a temas religiosos y, por supuesto, a la visión de la familia que compartía el sector más tradicional de la Iglesia católica peruana».
En 2008, Caretas señalaba que el director Francisco Miró Quesada había ordenado investigar cómo habían llegado los materiales fonográficos que pronto serían conocidos como los «Petroaudios». Alberto Químper, involucrado en los Petroaudios, declaró ante la comisión del Congreso que José Antonio Miró Quesada Ferreyros, dirigente vinculado a la familia propietaria de El Comercio, le había prometido que silenciaría el escándalo. El 16 de marzo de 2010, el entonces ministro de Justicia, Aurelio Pastor Valdivieso, denunció una supuesta intervención de la familia Miró Quesada para destituirlo, luego del indulto de José Enrique Crousillat (exdueño de América Televisión). Probablemente, el diario dejó de investigar a Alan García hasta 2015, cuando el nuevo director Fernando Berckemeyer designó a Daniel Yovera como jefe de la reactivada unidad de investigación y cambió a varios editores.
En 2011, José Antonio Miró Quesada Ferreyros formó parte del consejo consultivo de Plural TV, un conglomerado que controla América Televisión y Canal N, y en el que El Comercio es su principal accionista. La directiva Plural TV contrató a Jaime Bayly, quien resultaría relevante para cuestionar la candidatura de Ollanta Humala, y despidió a varios periodistas. Entre ellos, a la periodista Patricia Montero, quien denunció haber sido cesada por no seguir la línea editorial a favor de Keiko Fujimori. El periodista José Jara también fue despedido por negarse a sacar notas contra Ollantas. El Consejo Directivo del Instituto Prensa y Sociedad condenó estos hechos mediante un comunicado a la prensa. Como respuesta, Plural TV, a través de ambas emisoras, redactó un comunicado con el equipo periodístico que tenía a su poder para desmentir estas acusaciones.
En ese año, César Hildebrandt criticó que Plural TV retirara a Rosa María Palacios, entonces presentadora de Prensa libre, al considerar que suponía «agravio a la pluralidad y un golpe a la oferta noctámbula de televisión». Durante la ceremonia de investidura del presidente electo Ollanta Humala, Canal N interrumpió su emisión sin previo aviso. Como resultado, los periodistas Josefina Townsend y Raúl Tola renunciaron al canal.
En 2013, Gustavo Mohme, entonces director de La República, dimitió de la junta directiva de Plural TV debido a la centralización del poder de decisión en el conglomerado empresarial que controlaba la compañía. Este hecho se produjo tras manifestar públicamente su disconformidad con la salida del programa Prensa libre.
Durante las elecciones municipales de 2018, un estudiante de la Universidad Peruana de Ciencias Aplicadas determinó que El Comercio había utilizado mecanismos de posverdad contra el candidato Daniel Urresti. Señaló que el diario destacaba la sentencia judicial de Urresti y el escándalo de su partido político Podemos Perú, implicado en la falsificación de firmas en sus listas electorales.
En 2021, Clara Elvira Ospina fue destituida de su cargo de directora del conglomerado Plural TV, por pedido de los accionistas de la empresa, y se reconfiguró el Consejo Consultivo Editorial. Este suceso ocurrió como consecuencia directa de la crisis de credibilidad de América Televisión y Canal N por una cobertura evidentemente parcializada durante la contienda electoral. Dos miembros del consejo, Carlos Fonseca y Carola Miranda, fueron despedidos tras alegar favoritismo hacia Keiko.
El escritor Marco Avilés criticó que en 2023 el diario, donde trabajó hasta 2017, no fiscalizara al Gobierno de Dina Boluarte. Por su parte, el periodista Eloy Marchán señaló que el Gobierno había comprado durante varios días la página tres del diario, considerada la más cara, para publicar anuncios a favor del foro APEC Perú 2024 ante las manifestaciones sociales.

## Premios y nominaciones
| Año  | Premio                                           | Categoría                     | Resultado | Ref.   |
| ---- | ------------------------------------------------ | ----------------------------- | --------- | ------ |
| 1997 | Premio Nacional de Derechos Humanos de la CNDDHH | Periodismo y derechos humanos | Ganador   | [ 84 ] |
| 2001 | Premio Ortega y Gasset                           | Premio extraordinario         | Ganador   | [ 85 ] |
| 2022 | Premios Nacionales de Periodismo de IPYS         | Mejor prensa escrita          | Ganador   | [ 86 ] |